# Caqchiquel
Os caqchiqueles são um dos povos índigenas Maia, na Guatemala. O nome é escrito de várias formas, incluindo Cakchiquel, Cakchiquel, Kakchiquel, Caqchikel, e Cachiquel.
A capital dos caqchiquel era Iximché. Eram governados por quatro senhores: Tzotzil, Xahil, Tucuché e Acajal, responsáveis pelos assuntos administrativos, miltares e religiosos. Os caqchiquel gravaram a sua história no livro "Os Anais dos Caqchiqueles", também conhecido como Memorial de Sololá.
A Língua caqchiquel, uma das línguas maias, é hoje falada por 400 mil pessoas. Subsistem através da agricultura, e a sua cultura reflete a fusão das influências maias e espanholas.